# Museu de la Pilota
El Museu de la Pilota és un museu sobre la pilota valenciana obert al Genovés (la Costera) el 2003. El 2017 fou designat el museu oficial de la pilota valenciana per la Conselleria de Cultura de la Generalitat Valenciana. És un museu relacionat amb el Museu Valencià d'Etnologia, i forma part de la Xarxa de Museus Etnològics Locals de la Diputació de València.

## Col·lecció
Entre altres materials es poden contemplar cartells històrics, la vestimenta, les pilotes, les parts d'un trinquet i les modalitats d'aquest esport. El museu també té una galotxeta per a practicar aquesta modalitat de la pilota. Des de l'espai es pot accedir al trinquet municipal, que alberga partides professionals.

## Activitats
És un espai obert que recull la investigació, conservació i difusió del joc de la pilota valenciana i en promou la continuïtat generacional amb exposicions i activitats diverses.
El 2014 va celebrar una exposició sobre Paco Cabanes Pastor, coincidint amb els 60 anys del pilotari valencià.
L'any 2017 entrà a formar part de la Xarxa de Museus Etnològics Locals, coordinada pel Museu Valencià d'Etnologia.

## Seu
La seu del museu ocupa més de 500 metres quadrats, que comprenen en una sala per a exposicions temporals, una sala de maquetes i diorames i una tercera sala per a presentacions.
L'edifici era originalment un saló de banquets i va ser adquirit a mitjans dels noranta per l'Ajuntament, la Generalitat Valenciana i la Diputació Provincial de València. Al costat de l'edifici hostaler, ja hi havia des dels anys seixanta un trinquet, construït per Arturo Bataller, que va contribuir a la pervivència de l'esport de la pilota facilitant a qualsevol que volgués practicar-ho l'accés a les instal·lacions.